# Infamous
Infamous (Eigenschreibweise stilisiert als inFAMOUS) ist ein Action-Videospiel für die PlayStation 3. Es wurde von Sucker Punch Productions entwickelt und wird durch Sony Computer Entertainment vertrieben. Veröffentlicht wurde es im Mai/Juni 2009.

## Handlung
Der Spieler kontrolliert den Protagonisten Cole MacGrath, einen Fahrradkurier. Dieser ist zu Beginn des Spiels im Zentrum einer gewaltigen Explosion, die mehrere Straßenteile der fiktiven Stadt Empire City zerstört. Die Explosion verursacht Chaos in der ganzen Stadt, während Cole plötzlich über elektrische Superkräfte verfügt. Während des Spielverlaufs, in dem Cole seine neuen Fähigkeiten nutzt, um wieder Ordnung in die Stadt zu bringen, wird dem Spieler die Wahl gelassen, ob er diese Kräfte im Sinne der Gemeinschaft, oder für eigene, egoistische Zwecke einsetzt. Diese Entscheidungen haben Auswirkungen auf den Charakter, sein Umfeld und auf weitere Handlungsstränge.

## Kritik
Das Spiel wurde von der Spielepresse gut angenommen. Besonders die Spezialkräfte und Coles Kletterfähigkeiten wurden gelobt. Auf Metacritic erhielt es eine Punktzahl von 85 von 100.

## Fortsetzungen

Logo von Infamous 2

Infamous 2 vom Juli 2011 knüpft an die Handlung des ersten Teils an. Je nachdem ob man ersten Teil gut oder böse durchgespielt hat, kann man zu Spielstart wählen, von welchem Ende ausgehend man den zweiten Teil fortsetzen möchte. Im Oktober 2011 erschien außerdem als Ableger das Action-Adventure Infamous: Festival of Blood.
Am 21. März 2014 wurde der dritte Teil Infamous: Second Son für PlayStation 4 veröffentlicht. Die Handlung ist von den vorherigen Teilen losgelöst. Der Hauptcharakter Delsin hat die Fähigkeit, andere Kräfte zu absorbieren. Auch hier kann man gutes bzw. böses Karma sammeln.
Das Spiel wurde mit zusätzlichen herunterladbaren Spielinhalten erweitert. Als erster zusätzlich herunterladbarer Spielinhalt erschien am 27. August 2014 der Standalone-DLC Infamous: First Light, der auch ohne Besitz des Hauptspiels im PlayStation Store erworben werden kann. Am 10. September 2014 erschien auch eine Blu-Ray-Fassung zum Standalone-DLC Infamous: First Light.